# Dimitri van Rostov

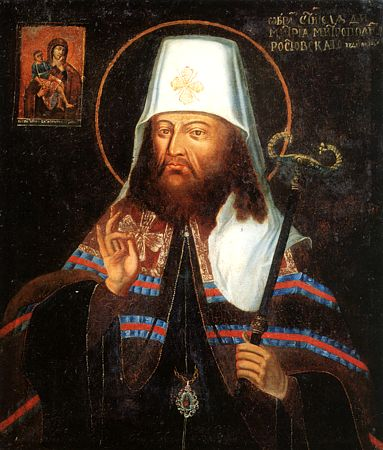

Dimitri van Rostov (Russisch: Димитрий Ростовский, Oekraïens: Димитрій Ростовський, burgerlijke naam Daniil Savvitsj Tuptalo, Russisch: Даниил Саввич Туптало) (Makariv, 11 december 1651 - Rostov, 28 oktober 1709) was metropoliet van het bisdom Rostov en Yaroslavl (1702-1709). Hij is door de Russisch-Orthodoxe Kerk heilig verklaard, zijn feestdag is 28 oktober.
Hij schreef en componeerde. Zijn meest gekende werk is een Menologion of maandblad, waarin hij de Levens der Heiligen verhaalde (1684-1705). De eerste Russische opera zou door hem zijn gecomponeerd, de Rostov Mysteries van 1705.
Hij zette zich ook af tegen de kerkhervormingen doorgevoerd door Peter de Grote en het daar uitvloeiende cesaropapisme.